# Mocha (eiland)
Mocha is een eiland in Chili ten westen van de kust van de provincie Arauco in de Grote Oceaan. Het heeft een oppervlakte van ongeveer 48 km², met een bergketen die van noord naar zuid loopt. Nationaal reservaat Isla Mocha beslaat ongeveer 45% van de oppervlakte. Het eiland is de locatie van talrijke historische scheepswrakken. In de Mapuche-mythologie reizen de zielen van dode mensen naar het westen om dit eiland te bezoeken.
De Octodon pacificus, een knaagdiersoort uit de familie Octodontidae, is endemisch op Mocha. De wateren rond het eiland zijn een populaire plek voor de recreatieve zeevisserij.
Het eiland ligt in de mariene ecoregio Araucanía.

## Geschiedenis
Het eiland werd historisch bewoond door een inheemse kustbevolking de Mapuche. De eerste Europeaan die Mocha documenteerde was Juan Bautista Pastene op 10 september 1544, die het Isla de San Nicolas de Tolentino noemde.
Volgens Juan Ignacio Molina observeerde de Nederlandse kapitein Joris van Spilbergen in 1614 het gebruik van chilihueques (een Zuid-Amerikaanse kameelachtige) door inheemse Mapuches van Mocha als ploegdieren.
Mocha Island werd regelmatig bezocht door piraten en kapers uit Nederland en Engeland. Het is bekend dat Francis Drake en Olivier van Noort het eiland als bevoorradingsbasis hebben gebruikt. Toen Drake het bezocht tijdens zijn reis rond de wereld, werd hij ernstig gewond door de Mapuche-bewoners. Richard Hawkins, de neef van Drake, passeerde ook met zijn schip de Dainty. In 1685 werden de Mapuche door gouverneur José de Garro vervoerd naar een reductie op de vlakte op de rechteroever van de Río Biobío, de Vallei van Mocha genaamd, die later de locatie werd van de moderne stad Concepción.
De wateren rond het eiland werden bewoond door de potvis, Mocha Dick, zoals afgebeeld door de Amerikaanse ontdekkingsreiziger en auteur Jeremiah N. Reynolds die een verslag publiceerde: "Mocha Dick: Or The White Whale of the Pacific: A Leaf from a Manuscript Journal" in mei 1839 in het tijdschrift The Knickerbocker in New York. Mokka Dick was een van de inspiratiebronnen voor de fictieve walvis Moby Dick in de roman Moby-Dick uit 1851 van Herman Melville.